# Делавер Парк (Њу Џерзи)
Делавер Парк (енгл. Delaware Park) насељено је место без административног статуса у америчкој савезној држави Њу Џерзи.

## Демографија
По попису из 2010. године број становника је 700.
| Група             | 2000.    | 2010.       |
| Белци             | 0 (0,0%) | 641 (91,6%) |
| Афроамериканци    | 0 (0,0%) | 4 (0,6%)    |
| Азијати           | 0 (0,0%) | 8 (1,1%)    |
| Хиспаноамериканци | 0 (0,0%) | 40 (5,7%)   |
| Укупно            | 0        | 700         |